# Heilbronner Falken
Die Heilbronner Falken sind eine deutsche Eishockeymannschaft aus Heilbronn, Baden-Württemberg, die seit 2023 erneut in der Oberliga Süd spielt. Die 1980 ins Leben gerufene Eishockeyabteilung des REV Heilbronn wurde 1986 als Heilbronner Eishockey Club neu gegründet, die Profimannschaft wurde 2003 in die Heilbronner Falken GmbH ausgegliedert. Bislang konnte der Club viermal die Süddeutsche Meisterschaft gewinnen, stieg zudem zweimal in die zweithöchste deutsche Spielklasse auf, zuletzt im Jahr 2007. Dort konnte sich der Club 16 Jahre halten, bis 2023 der sportliche Abstieg in die Oberliga folgte. Ihre Heimspiele tragen die Mannschaften des Heilbronner EC im 2002 fertiggestellten Eisstadion Heilbronn aus. Seit 2004 kooperieren die Falken fast durchgängig mit den Adler Mannheim aus der Deutschen Eishockey Liga.

## Geschichte

### Eishockey im REV Heilbronn (1980 bis 1986)

Logo des REV Heilbronn, aus dem sich der HEC im Jahr 1986 ausgliederte

Im März 1980 bildete sich innerhalb des 1934 gegründeten Rollschuh- und Eislaufverein Heilbronn um den ehemaligen tschechoslowakischen Nationalspieler Josef Matoušek die erste Eishockeymannschaft in Heilbronn, die sich in der Anfangszeit zunächst als Hobbymannschaft mit anderen Mannschaften in der Region maß. In den folgenden Monaten wurde der Aufbau der Eishockeyabteilung des REV weiter vorangetrieben, sodass schon in der Saison 1980/81 die erste Heilbronner Eishockeymannschaft am Spielbetrieb der Landesliga Baden-Württemberg teilnahm. Erreichte man in der Saison noch nur den vierten Platz unter sechs Mannschaften, schaffte der REV mit Unterstützung der vom Kölner EC verpflichteten ehemaligen Nationalspieler Wim Hospelt und Sigi Stotz sowie Detlef und Dieter Langemann den direkten Aufstieg in die Baden-Württembergliga. Zusammen mit den vom benachbarten Mannheimer ERC verpflichteten Kräften sowie durch die Verstärkung verschiedener in Heilbronn stationierter US-amerikanischer Soldaten konnte sich die Mannschaft schnell in der Spielklasse etablieren und schaffte schon in der ersten Spielzeit den Aufstieg in die viertklassige Regionalliga Süd/West. Zudem konnte der sich der Verein wirtschaftlich festigen und in der Folgezeit einen deutlich steigenden Zuschauerschnitt aufweisen.
Der im Dezember 1984 für den entlassenen Josef Schalkowski verpflichtete Spielertrainer Eugen Kielbicki führte den REV bereits in seiner ersten Regionalligasaison in die Aufstiegsrunde zur Eishockey-Oberliga. Trotz zahlreicher Ausfälle sowie des Abgangs der ehemaligen Kölner Spieler, die aufgrund der großen Distanz zu ihrer Heimatstadt den Verein verlassen hatten, konnte sich Heilbronn gegen die Konkurrenten durchsetzten und war damit für die Oberligasaison 1985/86 startberechtigt. Zur neuen Spielzeit verpflichtete der REV den ehemaligen Bundesligaspieler Jiri Bolehovsky als Trainer, sodass Kielbicki von nun an wieder ausschließlich als Spieler für den Verein tätig war. Zwar belegte man auf Anhieb den zweiten Platz in der Oberliga Mitte, aufgrund eines Punktabzugs im Zusammenhang mit dem ungültigen Vertrag des Verteidigers Grant Campbell musste der REV Heilbronn schließlich jedoch in der Relegationsrunde um den Klassenerhalt spielen. Hinzu kam, dass der Stammverein durch den Aufstieg in die Oberliga Mitte immer größere Geldsummen für den Erhalt des Spielbetriebs auftreiben musste, sodass die Eishockeyabteilung im Sommer 1986 in den neu gegründeten Heilbronner EC ausgegliedert wurde.

### Sportliche Erfolge und wirtschaftlicher Niedergang (1986 bis 1990)
Die neue Mannschaft qualifizierte sich in der Spielzeit 1986/87 mit souveränen Leistungen und unter der Führung von Trainer Wilbert Duszenko und dem Ersten Vorsitzenden Joachim Weitzel abseits sowie der Sturmpartner Steve Pépin und Robby Geale auf dem Eis für die Aufstiegsrunde zur 2. Bundesliga Süd. Dort konnte der HEC den ERC Sonthofen im entscheidenden Spiel im Penaltyschießen bezwingen. Die Partie wird aufgrund ihrer Dramatik sowie der überfüllten Zuschauerränge noch heute als das bedeutendste Spiel der Vereinsgeschichte angesehen. Mit bekannten Neuzugängen wie Peter Stankovic, Jürgen Lechl oder Bob Attwell erreichte der HEC in seiner ersten Zweitligasaison den fünften Platz, in der Abstiegsrunde sicherte man sich allerdings frühzeitig den Klassenerhalt. Mit Platz vier in der Spielzeit 1988/89 erreichte die Mannschaft im folgenden Jahr erstmals die Aufstiegsrunde zur Eishockey-Bundesliga und damit den bis dato größten Erfolg der Vereinsgeschichte. Nach vier Niederlagen zu Beginn verspielte der HEC jedoch bereits früh jegliche Aufstiegschance. Weitaus schwerer wog jedoch die Tatsache, dass die Schulden des Vereins aufgrund fehlender Sponsoren und nach dem Ausbau des Stadions bis zum Saisonende auf knapp eine Million DM angestiegen waren. Dies hatte zur Folge, dass der Club im Sommer Konkurs anmelden und auf eine Teilnahme an der kommenden Spielzeit verzichten musste.

### Neuanfang in der Oberliga und Aufstieg in die zweite Liga (1990 bis 1998)

Logo des Heilbronner Eishockey Club e. V.

Nach eineinhalb Jahren Spielpause nahm der Heilbronner EC schließlich in der Saison 1990/91 den Spielbetrieb in der Oberliga Süd wieder auf. Nachdem die Schulden nahezu abbezahlt worden waren, erreichte der Club mit Platz neun eine Platzierung im Tabellenmittelfeld. Unter dem neuen Trainer Jaromír Fryčer schaffte der HEC in der folgenden Spielzeit mit dem zweiten Tabellenplatz nach der Vorrunde die Qualifikation zur Meisterrunde und beendete sie letztendlich auf Platz vier. 1994 erreichte der Verein mit dem Gewinn der Süddeutschen Meisterschaft den bis dato größten Erfolg in der Clubgeschichte. In neu eingeführten Oberliga-Play-offs erreichte der Verein nach Siegen über den ASV Hamm und den EC Bad Nauheim schließlich das Halbfinale, scheiterte dort aber am späteren Vizemeister ETC Timmendorfer Strand.
Mit der Neueinteilung der Ligen zur Saison 1994/95, im Zuge der Gründung der DEL als neue höchste deutsche Profispielklasse, wurden die Heilbronner der zweitklassigen 1. Liga Süd zugeteilt. Nach umfangreichen personellen Veränderungen erreichte der HEC zwar erneut die Play-offs. Diesmal scheiterte die Mannschaft allerdings bereits im Viertelfinale am Eishockeyclub von der Ostsee. Vor Beginn der Spielzeit 1995/96 beerbte Sascha Barinew den bisherigen Trainer Gerd Wittmann, der seit 1993 das Training der Heilbronner geleitet hatte. Mit den Neuzugängen Wolfgang Koziol, Andrej Jaufmann und Sven Valenti erreichte die Mannschaft die Süddeutsche Meisterschaft und das Play-off-Halbfinale, dieses verlor man allerdings im Penaltyschießen gegen den EC Bad Tölz. Da sich im folgenden Jahr früh abzeichnete, dass der neue Trainer Pierre Rioux die Erwartungen der Vereinsführung im Bezug auf den erstmaligen Titelgewinn nicht erfüllen konnte, kehrte Barinew nach wenigen Spielen auf die Trainerbank zurück. Mit den späteren Führungsspielern Igor Dorochin und Robert Hock, die erstmals für den HEC auf dem Eis standen, und dank der neuen Ausländerregelung, die nun sechs statt bisher zwei Kontingentspieler in der zweiten Liga zuließ, belegte der Heilbronner EC am Ende der Spielzeit den zweiten Tabellenrang, scheiterte allerdings erneut im Halbfinale.
Als am Ende der Saison 1997/98 die neue, eingleisige 2. Bundesliga ins Leben gerufen werden sollte, die Heilbronner aber Gefahr liefen, als Süddeutscher Meister die Qualifikation für die neue Spielklasse nicht zu erreichen, löste der ehemalige Übungsleiter Gerd Wittmann den in der Meisterrunde erfolglosen Jiří Kochta als Trainer ab. Erst mit einem 7:0 im letzten Spiel der Meisterrunde sicherten sich die Unterländer gegen den ERC Sonthofen die Qualifikation zur 2. Bundesliga, was die Anhänger letztendlich für das Verpassen der Play-offs entschädigen konnte.

### Eingleisige 2. Bundesliga und erneuter Konkurs (1998 bis 2004)
Mit größtenteils jungen und unbekannten Spielern verpasste der Heilbronner EC die Meisterrunde der Saison 1998/99 zwar deutlich, in der Abstiegsrunde sicherten sich die inzwischen bereits inoffiziell den Beinamen Falken tragenden Heilbronner jedoch mit Platz eins den Klassenerhalt. Mit einem abermals auf vielen Positionen veränderten Team startete der HEC in die folgende Spielzeit, an deren Ende jedoch trotz Publikumsliebling Ladislav Svozil, der im Januar 2000 das Traineramt von Gary Prior übernahm, erneut das Verpassen der Play-offs stand. Kurioser Höhepunkt aus Heilbronner Sicht blieb in dieser Saison ein 27:5 gegen den ohne Torhüter spielenden GEC Nordhorn und damit der höchste Sieg für die Unterländer im Profieishockey. Die Saison 2001/01 wurde für den Heilbronner EC die bis dato erfolgreichste Spielzeit seit Einführung der zweigleisigen 2. Liga. Eine Reihe von Spielern, die vor der Saison vom EHC Freiburg an den Neckar gewechselt waren und zu denen Spieler wie Rückkehrer Igor Dorochin oder Oļegs Znaroks gehörten, sowie das aufstrebende Nachwuchstalent Michael Hackert hatten am Ende großen Anteil am Halbfinaleinzug der Heilbronner, die sich letztlich in fünf Spielen dem EC Bad Tölz geschlagen geben mussten.
Zu Beginn der Spielzeit 2001/02 mussten die Falken die Abgänge des Altstars Michael Rumrich sowie des Nachwuchsspielers Martin Ančička verkraften. Dennoch erreichte der HEC letztendlich die Play-offs, wo man allerdings nach einem Sieg über den ETC Crimmitschau erneut im Halbfinale, in diesem Jahr am überragenden Team der Vorrunde, dem ERC Ingolstadt, scheiterte. Da die neue Knorr-Arena zu Beginn der folgenden Runde noch nicht fertig gestellt war, musste der Heilbronner EC in den ersten drei Wochen der neuen Saison ausschließlich auswärts antreten. Nach anfänglich beachtlichen Leistungen konnten auch Neuzugänge wie der ehemalige NHL-Spieler Mike Bullard für wenig Konstanz sorgen. Zwar erreichte der HEC mit dem fünften Platz nach der Vorrunde die Play-offs, dort scheiterte die Mannschaft allerdings nach einer enttäuschenden Leistung in der ersten Runde an Aufsteiger EV Landshut. Da durch das schlechte sportliche Abschneiden dem Verein wichtige Einnahmen fehlten, stiegen die Schulden des Clubs nach der Spielzeit erneut auf über 430.000 Euro an.
Nach dem kollektiven Rücktritt der Führungsriege wurde zur Saison 2003/04 die Profimannschaft in die Heilbronner Falken GmbH ausgegliedert, was den finanziellen Kollaps am Ende der Spielzeit jedoch nicht mehr abwenden konnte. Nach dem überraschend deutlichen sportlichen Abstieg aus der 2. Bundesliga, aus der sich die Falken mit null Punkten in der Abstiegsrunde verabschiedeten, erfolgte mit einem Insolvenzantrag der Spieler gegen die GmbH aufgrund fehlender Gehaltszahlungen der zweite wirtschaftliche Niedergang des Vereins. Nur die strikte Durchführung eines Insolvenzplans in der Sommerpause konnte der Mannschaft, die zu dieser Zeit mit mehr als 1,3 Millionen Schulden Euro belastet war, überhaupt die Lizenz für die folgende Saison in der Oberliga Süd erhalten.

### Erneute Konsolidierung und Wiederaufstieg (2004 bis 2013)

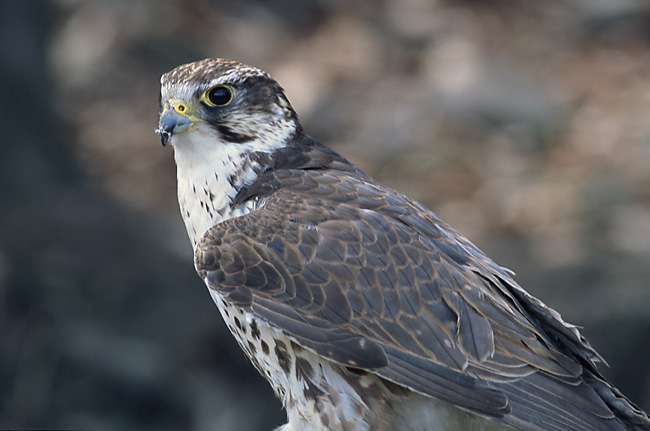
Der Falke ist seit 2003 Namensgeber des Heilbronner EC.

Noch vor Beginn der ersten Oberligaspielzeit seit zehn Jahren mussten die Heilbronner Falken die nächste schlechte Nachricht verkraften. Wiktor Karatschun, der noch im selben Frühjahr für den HEC auf dem Eis gestanden hatte, verstarb am 11. August 2004, einen Tag vor seinem 36. Geburtstag, an den Folgen eines Krebsleidens. Im November veranstalteten seine ehemaligen Mannschaftskameraden ein Benefizspiel zugunsten der Hinterbliebenen des Angreifers. Sportlich musste fast das komplette Team mit neuen Spielern ausgestattet werden, nachdem viele Leistungsträger den Verein nach dem Abstieg verlassen hatten. Aus diesem Grund gingen die Falken eine enge Zusammenarbeit mit dem DEL-Rekordmeister Adler Mannheim ein, sodass auch Spieler der Jungadler den HEC in der Oberliga verstärken konnten. Überraschend fand sich die verjüngte Mannschaft um den neuen Trainer Rico Rossi nach der Vorrunde auf Platz eins der Oberliga Süd wieder und gewann damit ihre vierte Süddeutsche Meisterschaft. In der Meisterrunde fehlte es den Falken allerdings an der nötigen Konstanz, sodass die Play-offs vorerst noch verpasst wurden. Aufgrund steigender Zuschauerzahlen und guten Krisenmanagements vermeldete der Verein zum Ende der Saison, dass die Schulden innerhalb von nur zehn Monaten um die Hälfte auf 700.000 Euro reduziert werden konnten.
In der von nun an eingleisigen Oberliga erreichte die Mannschaft 2006 mit dem fünften Platz in der Meisterrunde erstmals nach dem Abstieg wieder die Play-offs, dort unterlagen die Falken jedoch im Viertelfinale den Hannover Indians. Am Ende der folgenden Spielzeit belegten die Falken in der Tabelle den zweiten Platz hinter dem SC Riessersee. Nachdem der EHC Freiburg im Viertelfinale besiegt worden war, trafen die Heilbronner im aufstiegsentscheidenden Halbfinale auf den EC Bad Tölz, der schließlich im fünften Spiel in der Knorr-Arena geschlagen werden konnte. Nach dem sportlichen Aufstieg bezwangen die Falken im freiwilligen Play-off-Finale anschließend den EV Ravensburg und sicherten sich zudem die Oberliga-Meisterschaft 2007.
In der Saison 2007/08 erreichten die Heilbronner Falken überraschend den dritten Platz in der 2. Bundesliga und scheiterten in den Play-offs erst im Halbfinale am späteren Vizemeister Landshut Cannibals. Auch im folgenden Jahr erreichte die Mannschaft durch einen vierten Platz nach der Vorrunde die Play-offs, scheiterte dort aber bereits im Viertelfinale an den Lausitzer Füchsen.
Das Viertelfinale der Play-offs sollte in den folgenden Jahren mehrmals die Endstation für die Falken bedeuten. Die Spielzeit 2009/10 brachte das mit 2:4 Siegen letztendlich deutliche Aus in der Runde der letzten Acht gegen den EV Ravensburg. Erst am letzten Spieltag gelang hierbei die direkte Play-off-Qualifikation durch einen Auswärtssieg beim späteren Meister und DEL-Aufsteiger EHC München.
Besonders bitter waren dann die folgenden beiden Jahre für die Falken. Sowohl in der Saison 2010/11 als auch in der anschließenden Spielzeit gelang zwar der Sprung auf Platz 2 der Hauptrundentabelle – beide Male war jedoch wiederum in der 1. Play-off-Runde Endstation. Zunächst wurde man durch den Aufsteiger Starbulls Rosenheim gesweept, was ein Jahr später in negativer Hinsicht jedoch noch getoppt wurde, als eine 3:0-Serienführung gegen Ravensburg nicht zum Weiterkommen reichte. Die Oberschwaben gewannen schlussendlich mit 4:3-Siegen.
Auch die kommende Saison, in der die zweithöchste deutsche Spielklasse letztmals unter dem Namen 2. Eishockey-Bundesliga firmierte, sorgte für Enttäuschung. Als einer der Top-Favoriten in die Saison gestartet, schafften es die Falken letztlich knapp in die Play-offs, mussten sich dort allerdings den Schwenninger Wild Wings klar mit 1:4 Siegen geschlagen geben.

### Abstiegskampf und zweimalige Rettung am Grünen Tisch (2013–2017)
Waren die vergangenen Jahre nur in Hinblick auf die Tatsache, dass die Falken in den Play-offs oft früh ausschieden, enttäuschend, sollte sich das Geschehen in den beiden Folgejahren noch verschlimmern. Der langjährige Falken-Trainer Rico Rossi übernahm den neu geschaffenen Posten des Sportdirektors und verpflichtete Ken Latta als Trainer. Die mit zahlreichen teuren Spitzenspielern auf Meisterkurs getrimmte Mannschaft sollte eine neue Aufbruchsstimmung am Europaplatz erzeugen. Stattdessen folgte nach einer Saison 2013/14 der Beinahe-Abstieg, der nach dem Verschleiß von mehreren Trainern schließlich unter Igor Pawlow verhindert wurde. Dank eines überragenden Michael Hackert gelang die nicht mehr für möglich gehaltene Rettung in der 1. Play-down-Runde gegen den ESV Kaufbeuren. Diesmal waren es die Falken, die einen 0:3-Serien-Rückstand noch in einen 4:3-Siege-Triumph verwandeln konnten.
Die gescheiterten Versuche, in Heilbronn eine Spitzenmannschaft in der zweithöchsten Spielklasse zu etablieren, waren mit einem hohen finanziellen Aufwand verbunden. Dieser Umstand sorgte in der Saison 2014/15 erneut für eine Zäsur, als aufgrund der finanziellen Situation Einsparmaßnahmen zum Tragen kamen, um die Lizenz für die Zukunft nicht zu gefährden. Zudem wurde der bei den Fans umstrittene Geschäftsführer Ernst Rupp, der die Geschicke des Clubs gut ein Vierteljahrhundert bestimmte, durch Atilla Eren ersetzt. Die neue, junge Mannschaft konnte die Erwartungen dabei zu keinem Zeitpunkt der Saison erfüllen und stieg letztlich in der Play-down-Revanche gegen Kaufbeuren nach einer Schwächephase, die fast 180 Minuten lang keinen eigenen Tor-Erfolg brachte, in die Eishockey-Oberliga ab.
Mitten in die Vorbereitungen für den Neuanfang in der Oberliga, in der unter dem neuen Coach „Mannix“ Wolf der direkte Wiederaufstieg angepeilt wurde, wurde dem EV Landshut die Lizenz entzogen. Da die Falken das erste Nachrückerecht besaßen, verblieben diese in der DEL2. Für das Management des Klubs ergab sich damit jedoch das Problem, dass ein Kader, der auf Oberliga-Niveau zusammengestellt wurde, nun wenige Wochen vor Saisonbeginn auf DEL2-Niveau angehoben werden musste. Ein Unterfangen, das aufgrund des zu diesem Zeitpunkt bereits weitgehend leeren Spielermarktes und der weiterhin angespannten finanziellen Situation sehr schwierig erschien. Zudem wechselten die Falken ihren DEL-Kooperationspartner hin zu den Kölner Haien. Die Falken starteten mit 18 Niederlagen aus 20 Spielen in die Saison 2015/16, waren ab dem vierten Spieltag Schlusslicht und gaben die Rote Laterne bis zum Ende der Hauptrunde nicht mehr ab. Auch der Trainerwechsel zu Fabian Dahlem brachte keine Wende: In den Play-downs stiegen die Falken das zweite Mal in Folge sportlich ab und sollten somit nach neunjähriger Zweitligazugehörigkeit in der Oberliga Süd antreten. Aufgrund des Rückzugs der Hamburg Freezers aus der DEL bewarben sich die Fischtown Pinguins aus Bremerhaven um einen Startplatz in der DEL. Nachdem die Bremerhavener diesen zugesprochen bekamen und somit 2016/17 in der höchsten deutschen Spielklasse antraten, nahmen die Falken abermals als Nachrücker den freigewordenen Platz der Fischtown Pinguins in der DEL2 ein.
Auch in der Spielzeit 2016/17 waren die Falken abstiegsgefährdet. Zwar verbesserten sich die Falken in ihrer Punkte-Ausbeute leicht, doch der qualitativ aufgewertete Kader blieb erneut deutlich unter seinen Möglichkeiten, sodass Fabian Dahlem nach einer Niederlage in Rosenheim freigestellt wurde. Der neue Trainer Gerhard Unterluggauer hatte die Aufgabe, das Team auf die bevorstehende Play-down-Serie gegen eben jene Rosenheimer einzustellen. Doch anders als in den beiden Vorjahren gestaltete sich diesmal die Mission „sportlicher Klassenerhalt“ erfolgreich. Nach zwei knappen Niederlagen bei den Starbulls dominierten die Falken die letzten drei Partien der Serie mit 14:2 Toren und sicherten sich bereits in der ersten Play-down-Runde den Klassenerhalt.

### Gegenwart (seit 2017)
Der leichte Aufwärtstrend im Heilbronner Eishockey setzte sich auch in der Folgesaison 2017/18 fort. Am vorletzten Spieltag der Hauptrunde war klar, dass die Falken als Tabellen-Neunter die Pre-Play-offs erreicht hatten, in denen diese die Dresdner Eislöwen mit 2:0-Siegen besiegten. Erstmals in der über 20-jährigen Rivalität mit den Bietigheim Steelers kam es in einer Play-off-Serie zu einem Derby gegen diese. Die Steelers wurden dabei ihrer klaren Favoritenrolle gerecht und zogen mit 4:1-Siegen ins Halbfinale ein.
Nach der Saison kehrte Trainer Gerhard Unterluggauer nach Kärnten zurück, wo er fortan die Geschicke des EC VSV leiten sollte. Unterluggauers Landsmann Alexander Mellitzer übernahm den Posten des Cheftrainers. Die Falken boten in der Saison 2018/19 Offensiv-Eishockey zu Lasten einer stabilen Abwehr. So besaßen die Falken ligaweit eine der besten Offensiv-Abteilungen, zeitgleich aber auch eine der schlechtesten Abwehrreihen.
2023 folgte der sportliche Abstieg in die Oberliga, nach einer sportlich desolaten Saison. Man beendete die Hauptrunde auf dem 12. Platz mit 64 Punkten. In der ersten Play-Down-Runde unterlagen sie den Selber Wölfen mit 2:4, bevor sie im Play-Down-Finale gegen die Bayreuth Tigers, trotz klarer Favoritenrolle (Bayreuth hatte die Hauptrunde mit lediglich 38 Punkten als abgeschlagener Letzter beendet, zusätzlich hatte Heilbronn alle 4 Duelle in der Hauptrunde gewonnen) mit 2:4 unterlagen. Hierbei unterlag man im finalen sechsten Spiel gegen Bayreuth deutlich mit 5:0.
Nach einem durchwachsenen Start (8 Niederlagen in 19 Spielen, darunter jeweils einmal drei Niederlagen in Serie zu Hause und auswärts) in die Oberligasaison 2023/24, durch welchem man sich im unteren Bereich der Play-Offplätze befand, kam es zu einer deutlichen Leistungssteigerung im weiteren Verlauf der Saison. Die Mannschaft verlor in den letzten 29 Spielen nur noch 3 Spiele, unter anderem mit 13 Heimsiegen in Folge. Die Hauptrunde wurde auf Platz 2 hinter dem späteren DEL2-Aufsteiger Weiden beendet. In den Play-offs konnte man sich gegen die Black Dragons Erfurt und die Memmingen Indians mit 3:0 bzw. 4:1 durchsetzen. Im Halbfinale unterlagen sie schließlich den klar favorisierten Hannover Scorpions mit 4:1. Im selben Jahr wurde ebenfalls die neue Stadionhymne Wo die Falken am höchsten fliegen in Zusammenarbeit mit der Frankfurter Rockgruppe V.E.R.S.U.S. veröffentlicht.
Zur nächsten Oberliga-Saison 2024/25 konnten die Falken den Rumpf ihres Kaders aus der Vorsaison halten und diesen mit namhaften oder vielversprechenden Neuverpflichtungen insbesondere auf den Kontingentstellen verstärken. Der Start der Saison gestaltete sich ähnlich durchwachsen wie in der Vorsaison. So verlor man das Auftaktspiel und die ersten Topduelle gegen die Memmingen Indians, den Deggendorfer SC und - aus Fansicht besonders bitter- das Derby gegen die frisch abgestiegenen Steelers, sowie mehrere Spiele gegen vermeintlich kleinere Mannschaften. Zum sportlichen Tiefpunkt der Saison kam es mit einer Niederlage gegen den EV Füssen, welche allerdings den Anfang einer sportlichen Dominanz der Liga einläutete. Nach der Niederlage gewann man 25 der letzten 27 Spiele und verlor einzig in den Derbys gegen Bietigheim. Man übernahm die Tabellenführung der Oberliga Süd am 38. Spieltag und wurde am 44. Spieltag frühzeitig Hauptrundenmeister, welche man schließlich mit 7 Punkten Vorsprung auf die zweitplatzierten Steelers abschloss. Das Spiel der Falken zeichnete sich durch torreiche Spiele aus. So stellte man 5 der 10 Topscorer (respektive 4 in der Top 5) der Liga und schoss mit 279 Toren (5,81 pro Spiel) 63 mehr als der zweitbeste Sturm der Liga, hatte mit 137(2,96) Gegentoren allerdings auch die schlechteste Abwehr der 4 Topmannschaften. In den Play-offs setzte man sich im Achtelfinale gegen die Füchse Duisburg mit 3:0 durch. Im Viertelfinale traf man wie im Vorjahr auf die Memminger Indians und setzte sich erneut mit 4:1 durch. Auch im Halbfinale trafen die Falken erneut auf ihren Vorjahrsgegner die Scorpions, diesmal aber selbst in der Favoritenrolle. Dieser konnten sie aber nicht gerecht werden und verloren die Serie mit 4:2.

## Mannschaft
→ siehe auch: Heilbronner Falken/Mannschaften und Platzierungen

### Früheres Trikotdesign
Mit Beginn der Zusammenarbeit mit den Adler Mannheim im Jahr 2004 wurden die Trikotsätze der Heilbronner Falken nach nordamerikanischer Farmteam-Manier an die des Kooperationspartners angepasst. Zuvor hatten die Mannschaften des Heilbronner EC individuell gestaltete Trikots getragen.
Nach Vorgaben der Liga müssen die Heimtrikots in der Saison 2008/09 in einer dunklen, die Auswärtstrikots in einer hellen Grundfarbe gehalten sein. Aus diesem Grund tragen die Heilbronner Falken in der aktuellen Spielzeit zu Heimspielen schwarze Trikots, bei Auswärtspartien hingegen eine hauptsächlich weiße Arbeitskleidung. Auf der Brust des Trikots befindet sich das Alternativlogo des Vereins, das zudem in leicht abgeänderter Form das Hauptemblem der Nachwuchsmannschaft „Jungfalken“ ist. Außerdem tragen alle Vereine unterhalb der DEL das offizielle Logo der Eishockeyspielbetriebsgesellschaft (ESBG) auf der linken Schulter. Da in Deutschland im Eishockey in Gegensatz zu anderen Sportarten sämtliche Flächen des Trikots mit Werbeanzeigen bedruckt werden dürfen, sind auf den Trikots sowie auf den Hosen der Heilbronner Falken zudem verschiedene Sponsorenlogos angebracht.

## Spieler

### Vereinsinterne Rekorde
Folgende Spieler konnten seit der Gründung des Heilbronner EC im Jahr 1986 vereinsinterne Bestmarken aufstellen:
| Spiele |               |        |
|        | Name          | Anzahl |
| 1.     | Fabian Krull  | 415    |
| 2.     | Luigi Calce   | 377    |
| 3.     | Torsten Fendt | 325    |
| 4.     | Patrick Baum  | 317    |
| 5.     | Igor Dorochin | 311    |

| Tore |                 |        |
|      | Name            | Anzahl |
| 1.   | Robby Geale     | 196    |
| 2.   | Henri Marcoux   | 179    |
| 3.   | Ladislav Svozil | 132    |
| 4.   | Luigi Calce     | 129    |
| 5.   | Heiko Niere     | 122    |

| Vorlagen |                       |        |
|          | Name                  | Anzahl |
| 1.       | Luigi Calce           | 259    |
| 2.       | Robby Geale           | 249    |
| 3.       | Ladislav Svozil       | 228    |
| 4.       | Igor Dorochin         | 226    |
| 5.       | Jean-François Caudron | 195    |

| Punkte |                       |        |
|        | Name                  | Anzahl |
| 1.     | Robby Geale           | 445    |
| 2.     | Luigi Calce           | 388    |
| 3.     | Ladislav Svozil       | 360    |
| 4.     | Henri Marcoux         | 327    |
| 5.     | Jean-François Caudron | 305    |

| Strafminuten |                 |        |
|              | Name            | Anzahl |
| 1.           | Igor Dorochin   | 790    |
| 2.           | Pat Baum        | 684    |
| 3.           | Luigi Calce     | 578    |
| 4.           | Marco Schütz    | 373    |
| 5.           | Peter Stankovic | 294    |

Aktuelle Spieler sind gelb hinterlegt.
Alle Statistiken befinden sich auf dem Stand zum Ende der Saison 2014/15

### Bedeutende ehemalige Spieler
(Teamzugehörigkeit und Position in Klammern)
| - Robert Morgenstern (1982–1986, Sturm) Das Eigengewächs des REV, das den Spitznamen „Hugo“ trägt, gehörte zu den Heilbronner Eishockeyspielern der ersten Stunde und entwickelte sich schnell zum Publikumsliebling. - Wim Hospelt (1982–1984, Sturm) Der ehemalige Nationalspieler war bereits 1977 und 1979 mit dem Kölner EC Deutscher Meister geworden wechselte 1982 zum REV Heilbronn, dem er 1983 zum Aufstieg in die Baden-Württembergliga verhalf. - Detlef Langemann (1982–1984, Sturm) Der Angreifer hatte den Kölner EC 1977 und 1979 als Kapitän zur Deutschen Meisterschaft geführt und wechselte 1982 zusammen mit drei Kollegen zum REV Heilbronn, dem er 1983 zum Aufstieg in die Baden-Württembergliga verhelfen konnte. - Eugen Kielbicki (1984–1986, Sturm) Der Polnische Meister von 1984 wechselte von Polonia Bytom zum REV Heilbronn und führte die Mannschaft 1984 als Spielertrainer erstmals in die Oberliga. - Adam Brown und Douglas Morton (1985–1986, Sturm) Das Sturmduo erreichte zu REV-Zeiten in nur 33 Spielen die Rekordmarke von 345 Scorerpunkte in einer Spielzeit. | - Robby Geale (1986–1991, Sturm) Geale bildete Mitte der 1980er-Jahre zusammen mit Steve Pépin eines der torgefährlichsten Sturmduos der 2. Bundesliga. Der Angreifer führt noch heute die vereinsinterne Bestenliste des Heilbronner EC in Toren und Scorerpunkten an. - Henri Marcoux (1990–1993 und 1999–2000, Sturm) Der Deutsch-Kanadier wurde schon zu Oberligazeiten durch seine Torjägerqualitäten zum Publikumsliebling am Europaplatz, nach einer mehrjährigen DEL-Karriere beim EV Landshut kehrte Magic Marcoux 1999 noch einmal für eine Spielzeit zum Heilbronner EC zurück. Mit 327 Punkten drittbester Scorer der Vereinsgeschichte. - Ladislav Svozil (1991–1995, Sturm) Slozil bestritt 98 Länderspiele für die Tschechoslowakei, mit der er 1979 und 1983 jeweils Vizeweltmeister wurde. In insgesamt 170 Spielen für Heilbronn erzielte der Angreifer 132 Tore und 228 Assists. Mit 360 Punkten Scorerpunkten ist er damit heute drittbester Scorer der Vereinsgeschichte. Während der Saison 1999/00 kehrte er als Trainer zurück und führte die Mannschaft in den folgenden beiden Spielzeiten ins Halbfinale der 2. Bundesliga. | - Robert Hock (1996–1999 und 2013–2014, Sturm) Der Angreifer wechselte 1996 vom SC Riessersee aus der DEL zum HEC, mit dem er 1998 die Qualifikation für die 2. Bundesliga schaffte. Hock ist mehrmaliger Nationalspieler, hat über 600 DEL-Spiele absolviert und wurde in der Saison 2007/08 DEL-Topscorer. - Igor Dorochin (1996–1998, 2000–2002 und 2003–2006, Sturm) Dorochin hatte bereits Spiele für den Kölner EC in der Eishockey-Bundesliga und die Eisbären Berlin in der DEL absolviert und gehörte schließlich ab 1996 zu den Führungsspielern beim HEC. Mit 311 Partien war der gebürtige Kasache lange Zeit Rekordspieler der Heilbronner Falken. - Michael Hackert (1997–1999, 2000–2002 und 2012–2014, Sturm) Begann seine Karriere in der Jugend des Heilbronner EC, für deren Senioren er schließlich ab 1997 in der zweiten Liga spielte. Inzwischen mehrfacher DEL- und Nationalspieler sowie Deutscher Meister 2004 mit den Frankfurt Lions. - Alexander Schuster (1998–2000, 2004 Verteidigung) Der Abwehrspieler stand von 1998 bis 2000 für den Heilbronner EC auf dem Eis und avancierte bei den Fans aufgrund seiner Leistungen schnell zum Kult-Spieler. | - Michael Rumrich (1999–2001, Sturm) Der Deutsche Meister von 1995 mit den Kölner Haien und mehrfache Olympiateilnehmer mit der deutschen Nationalmannschaft beendete seine aktive Karriere im Jahr 2001 als ein wichtiger Leistungsträger beim Heilbronner EC. - Martin Ančička (2000–2001, Verteidigung) Der Deutsche Meister von 2007 wechselte zur Saison 2000/01 vom SC Bietigheim-Bissingen zum Heilbronner EC und absolvierte inzwischen über 100 DEL-Spiele für die Adler Mannheim und die Nürnberg Ice Tigers. - Mike Bullard (2002, Verteidigung) 727-facher NHL-Spieler für die Pittsburgh Penguins, die Calgary Flames, die St. Louis Blues, die Philadelphia Flyers und die Toronto Maple Leafs. Wechselte 2002/03 zu den Heilbronner Falken, konnte dort jedoch nicht an die Leistung vergangener Tage anknüpfen. - Mike Rosati (2003–2004, Tor) Der ehemalige NHL-Torhüter gilt bei vielen Fans noch heute als der beste und konstanteste Spieler der ansonsten mehr als enttäuschenden Abstiegs-Saison 2003/04. |

### Spieler des Jahres
| Spieler des Jahres | Spieler des Jahres    |
| ------------------ | --------------------- |
| 2000/01            | Oļegs Znaroks         |
| 2001/02:           | Radek Vít             |
| 2002/03:           | Marko Suvelo          |
| 2003/04:           | Mike Rosati           |
| 2004/05:           | Igor Dorochin         |
| 2005/06:           | Jean-François Caudron |
| 2006/07:           | Jean-François Caudron |
| 2007/08:           | Luigi Calce           |
| 2008/09:           | Luigi Calce           |

Seit 2001 können die Anhänger des Vereins jährlich Spieler des Jahres auf der offiziellen Homepage des Clubs bestimmen.
Erster Falken-Spieler des Jahres war der Lette Oļegs Znaroks im Jahr 2001, es folgten der gebürtige Tscheche Radek Vít im Jahr 2002 sowie der finnische Torhüter Marko Suvelo, der zum Spieler der Spielzeit 2002/03 gekürt wurde. Als einziger Spieler, der nach Ansicht der Fans im Abstiegsjahr 2004 konstant gute Leistungen gezeigt hatte, erhielt der italienische Goalie Mike Rosati die Auszeichnung und verwies die Stürmer Shawn Heaphy und Wiktor Karatschun auf die Plätze zwei und drei. Im folgenden Jahr setzte sich der Publikumsliebling Igor Dorochin deutlich mit über hundert Stimmen Vorsprung vor den beiden Kanadiern David Belitski und Mike Henderson durch, die nur knapp 20 Stimmen voneinander trennten.
Einziger Spieler, der die Auszeichnung bislang zweimal erringen konnte, ist der Kanadier Jean-François Caudron, der seit 2005 im Sturm des Vereins spielt. Er gewann die Wahl unter den Anhängern zweimal in Folge in den Jahren 2006 (vor Andrej Kawaljou und André Schietzold) sowie 2007 und belegte in den weiteren Jahren seines Engagements beim Heilbronner EC jeweils mindestens einen Platz unter den besten fünf Spielern einer Spielzeit. Die Wahl zum Spieler der Saison 2007/08 gewann der Deutsch-Kanadier Luigi Calce mit 385 Stimmen. Auf dem zweiten und dritten Platz landeten Frank Petrozza (359 Stimmen) und Torhüter Danny aus den Birken (323 Stimmen). Calce erhielt auch im folgenden Jahr die meisten Stimmen und wurde damit zum zweiten Mal in Folge zum Spieler des Jahres gewählt. Die Plätze zwei und drei belegten Torhüter Marek Mastič und Verteidiger Torsten Fendt.

### Spieler des Monats
Zudem können die Fans seit September 2003 den jeweiligen Falken-Spieler des Monats wählen. Bisher erhielten folgende Akteure die Auszeichnung Spieler des Monats:
| Saison 2003/04 | Saison 2003/04 |
| -------------- | -------------- |
| September 2003 | Mike Rosati    |
| Oktober 2003   | Jason Dunham   |
| November 2003  | Shawn Heaphy   |
| Dezember 2004  | Shawn Heaphy   |
| Januar 2004    | Mike Rosati    |
| Februar 2004   | Mike Rosati    |

| Saison 2004/05 | Saison 2004/05 |
| -------------- | -------------- |
| Oktober 2004   | David Belitski |
| November 2004  | Igor Dorochin  |
| Dezember 2004  | Igor Dorochin  |
| Januar 2005    | Mike Henderson |
| Februar 2005   | John Kachur    |

| Saison 2005/06 | Saison 2005/06        |
| -------------- | --------------------- |
| September 2005 | Andrej Kawaljou       |
| Oktober 2005   | Jean-François Caudron |
| November 2005  | Jean-François Caudron |
| Dezember 2005  | Jean-François Caudron |
| Januar 2006    | Jean-François Caudron |
| Februar 2006   | Michael Madsen        |
| März 2006      | Andrei Kowaljow       |

| Saison 2006/07 | Saison 2006/07        |
| -------------- | --------------------- |
| September 2006 | Jean-François Caudron |
| Oktober 2006   | Chris Stanley         |
| November 2006  | Chris Stanley         |
| Dezember 2006  | Trevor Jon Caig       |
| Januar 2007    | Frank Petrozza        |
| Februar 2007   | Frank Petrozza        |
| März 2007      | Jean-François Caudron |

| Saison 2007/08 | Saison 2007/08        |
| -------------- | --------------------- |
| September 2007 | Jean-François Caudron |
| Oktober 2007   | Danny aus den Birken  |
| November 2007  | Luigi Calce           |
| Dezember 2007  | Tobias Samendinger    |
| Januar 2008    | Danny aus den Birken  |
| Februar 2008   | Danny aus den Birken  |
| März 2008      | Frank Petrozza        |

| Saison 2008/09 | Saison 2008/09     |
| -------------- | ------------------ |
| September 2008 | Aaron Power        |
| Oktober 2008   | Harlan Anderson    |
| November 2008  | Tobias Samendinger |
| Dezember 2008  | Marek Mastič       |
| Januar 2009    | Marek Mastič       |
| Februar 2009   | Luigi Calce        |

## Trainer
| Saison    | Trainer                             | Saison    | Trainer                         |
| 1980–1981 | Josef Matoušek                      | 2002–2003 | Georg Holzmann                  |
| 1981–1983 | Werner Neutz                        | 2003      | Gerd Wittmann (Interimstrainer) |
| 1983–1984 | Georg Hüttig                        | 2003–2004 | Jamie Bartman                   |
| 1984      | Sigi Stotz                          | 2004      | Bob Burns                       |
| 1984–1985 | Eugen Kielbicki (Spielertrainer)    | 2004      | Gerd Wittmann (Interimstrainer) |
| 1985–1986 | Jiří Bolehovský                     | 2004–2013 | Rico Rossi                      |
| 1986–1989 | Wilbert Duszenko                    | 2013      | Kenneth Latta                   |
| 1990      | Werner Cecco                        | 2013      | Gerd Wittmann                   |
| 1990–1991 | Wolfgang Rosenberg (Spielertrainer) | 2013–2014 | Igor Pawlow                     |
| 1991–1992 | Jaromír Fryčer                      | 2014–2015 | Gerd Wittmann                   |
| 1992–1993 | Paul Sommer                         | 2015–2016 | Manfred Wolf                    |
| 1993–1995 | Gerd Wittmann                       | 2016–2017 | Fabian Dahlem                   |
| 1995–1996 | Sascha Barinew                      | 2017–2018 | Gerhard Unterluggauer           |
| 1996      | Pierre Rioux (Spielertrainer)       | 2018–2020 | Alexander Mellitzer             |
| 1996–1997 | Sascha Barinew                      | 2020–2021 | Michel Zeiter                   |
| 1997–1998 | Jiří Kochta                         | 2021      | Bill Stewart                    |
| 1998      | Gerd Wittmann                       | 2021–2022 | Jason Morgan                    |
| 1998      | Craig Sarner                        | 2022–2023 | Martin Jiranek                  |
| 1998–2000 | Gary Prior                          | 2023–2025 | Frank Petrozza                  |
| 2000–2002 | Ladislav Svozil                     | seit 2025 | noch nicht bekannt gegeben      |

Seit der Gründung der Eishockeyabteilung im Jahr 1980 trainierten den Verein eine Vielzahl von Trainern aus verschiedenen Nationen. Während der „Gründervater“ und erste Übungsleiter Josef Matoušek seine Tätigkeit noch in der Freizeit ausübte und den Aufbau einer funktionierenden Eishockeymannschaft in Heilbronn noch eher als sein Hobby betrieb, wurde der Trainerposten mit Teilnahme am regulären Spielbetrieb des Eissport-Verband Baden-Württemberg ab der Saison 1981/82 mit Werner Neutz erstmals etatmäßig besetzt.
Auf die längste Amtszeit bei den Falken kann Rico Rossi zurückblicken, der 2004 im Zuge des Kooperationsvertrages mit den Adler Mannheim vom Co-Trainer des DEL-Teams zum Cheftrainer der Profimannschaft des HEC befördert wurde und somit bislang vier komplette Spielzeiten auf der Trainerbank saß. Mit dem Gewinn der Süddeutschen Meisterschaft 2005 sowie der Oberligameisterschaft in der Saison 2006/07 ist der Kanadier zudem gemessen an den gewonnenen Titeln der bisher erfolgreichste Übungsleiter in der Vereinsgeschichte. Ebenfalls erfolgreich verliefen die Amtszeiten von Wilbert Duszenko (Aufstieg in die 2. Bundesliga 1987), Pierre Rioux (Süddeutscher Meister 1996), Craig Sarner (Süddeutscher Meister 1998) und Gerd Wittmann (Süddeutscher Meister 1994), die alle einen Titel mit der Mannschaft gewinnen konnten.
Wittmann ist zudem der Trainer, der bislang die meisten Amtszeiten in Heilbronn vorzuweisen hat. Nach zwei Festanstellungen von 1993 bis 1995 sowie im Jahr 1998 übernahm er als Hauptverantwortlicher der „Heilbronner Jungfalken“ auch zweimal als Interimstrainer das Training der Profimannschaft (2003 zwischen Georg Holzmann und Jamie Bartman sowie 2004 zwischen Bob Burns und Rico Rossi). In der Vereinsgeschichte bekleideten mit Eugen Kielbicki (1984–1985), Wolfgang Rosenberg (1990–1991) und Pierre Rioux (1996) zudem drei Aktive das Amt des Spielertrainers und waren somit als Übungsleiter und Spieler zugleich eingesetzt. Alle drei wurden allerdings nach vergleichsweise kurzer Zeit abgelöst, um sich wieder verstärkt ihrer Tätigkeit als Spieler widmen zu können. Nach der Saison 2012–2013 wurde Rico Rossi von seinem Traineramt entbunden, unterschrieb jedoch kurze Zeit später als Sportdirektor.

## Stammverein
Im Stammverein Heilbronner EC gibt es seit 2003 die Heilbronner Jungfalken und seit 2018/19 die Eisbären Heilbronn.
- Unter dem Namen Heilbronner Jungfalken sind seit der Auslagerung der Profimannschaft in die Heilbronner Falken GmbH im Jahr 2003 ausschließlich die Jugendmannschaften des Vereins organisiert
  - Zu ihnen gehören die Kleinstschüler, die Kleinschüler, Knaben- und Schülermannschaften sowie die Jugend- und Juniorenteams der Falken
  - und von 2004 bis 2016 auch eine am Ligenspielbetrieb teilnehmende Amateurmannschaft.
  - 2006 wurden zudem die Jungadler Mannheim, das Nachwuchsteam der Adler Mannheim in der Deutschen Nachwuchsliga, vom bisherigen Stammverein Mannheimer ERC in den Heilbronner EC umgegliedert, sodass seitdem die Spieler der Jungadler auch für die Heilbronner Falken spielberechtigt waren. 2014 wurde diese Mannschaft in den Verein ELZ Jungadler Mannheim umgesiedelt und die Kooperation mit dem Heilbronner EC beendet.
  - Die Jungfalken kooperieren zudem mit dem ESG Esslingen.
- Ab der Saison 2018/19 wurde aus dem Verein EHC Eisbären Heilbronn die neugebildeten Abteilung Eisbären Heilbronn im Heilbronner EC.[21],
  - bei welcher die seit 2018/19 an der Regionalliga Süd teilnehmende Mannschaft des Heilbronner EC angesiedelt ist.
  - ab 2024/25 nimmt auch die 2. Mannschaft der Eisbären Heilbronn an derselben Liga teil, die jetzt wieder den Namen Baden-Württemberg-Liga trägt.

## Spielstätten

### Eishalle Heilbronn
Seit der Vereinsgründung im Jahr 1986 trug der Heilbronner EC seine Heimspiele in der Eishalle am Europaplatz in Heilbronn aus. Nach dem Aufstieg in die 2. Bundesliga 1987 wurde die Kapazität des Stadions erstmals erweitert. Während der Saison 2001/02 wurde die alte Halle abgerissen und schließlich im Januar 2002 mit dem Bau einer neuen Multifunktionsarena begonnen.

### Eisstadion Heilbronn

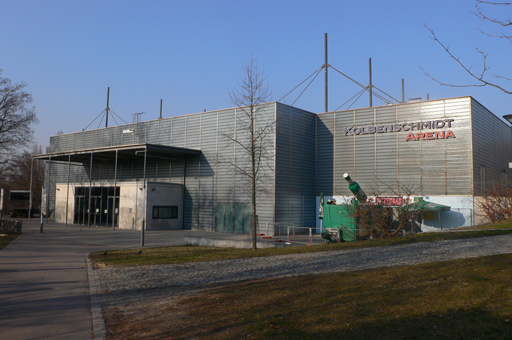
Das Eisstadion Heilbronn

Im Oktober 2002 bezogen die Falken die auf den Fundamenten der alten Eishalle errichtete Knorr Arena, die eine Gesamtkapazität von 4000 Plätzen besitzt. Der Neubau kostete den Verein und die Stadt Heilbronn geschätzte 8,2 Millionen Euro, vom alten Stadion wurde lediglich die Eisfläche erhalten. Wichtigster Geldgeber und späterer Namensgeber der neuen Arena war der Lebensmittelkonzern Knorr. 2007 gingen die Namensrechte an die Firma Lavatec über, die bereits ab 2006 Hauptsponsor der Heilbronner Falken war. Durch die Insolvenz des Hauptsponsors hieß die Arena zwischen 2009 und Januar 2012 Eisstadion Heilbronn. Danach übernahm die KS Kolbenschmidt GmbH, eine Tochtergesellschaft von KSPG, die Namensrechte an der Arena.
Für die ersten 15 Jahre, mit Ausnahme der Sommermonate, ist der Heilbronner EC Generalpächter des Eisstadions Heilbronn.

### Problematische Spielstätte und neu geplantes Eisstadion an anderer Stelle
Das aktuelle Eisstadion erwies sich schon bald als ein dem modernen Profisport nicht angepasstes Stadion. Problematisch sind Stützen im Innenraum, welche das Hallendach stützen, allerdings von vielen Plätzen die Sicht auf das Spielfeld – teilweise auf wichtige Stellen wie ein Tor – verdecken, die zu geringe Anzahl an Sitz-, und VIP-Plätzen, zu wenig Sanitäranlagen sowie Verpflegungsstände - trotz provisorischer Lösungen im Außenbereich, und eine schlechte Abgrenzung zwischen Heim-, und Gästefans auf und hinter den Tribünen. Während die Stützen nur eine Unannehmlichkeit für die Fans sind, haben die anderen Probleme Auswirkungen auf den Ablauf nachfragestarker Spiele insbesondere der Derbys gegen die Bietigheimer Steelers. Auswirkungen sind ein besonders hohes Security- und Polizeiaufkommen, sehr lange Schlangen bei den Verpflegungsständen sowie Toiletten in den Drittelpausen - diese teilweise schon bei halber Hallenauslastung, Ausverkauf der Sitzplätze teilweise Monate im Voraus und eine deutlich verminderte Kapazität von 3492 statt 4000 Plätzen bei Risikospielen mit erhöhter Separation von Gästefans.
Diese Problematiken sorgen seit Jahren schon für den Wunsch der Heilbronner Fans nach einem Neubau des Stadions. Nachdem Gerüchte aufkamen, dass der Bildungscampus der Dieter-Schwarz-Stiftung auf das Gelände der Eishalle, sowie des benachbarten Hallenbads Soleo, erweitern wollte, war ein moderner Neubau des Eisstadions an neuer Stelle jahrelang im Gespräch, wurde aber von offizieller Seite immer wieder dementiert. Im Dezember 2024 wurde dann durch einen Artikel der Heilbronner Stimme bekannt, dass es inzwischen konkrete Planungen gibt den Bildungscampus auf dieses Gelände zu erweitern. Vorher würden aber die abzureißenden Freizeitanlagen an neuer Stelle neugebaut. Sollte der Gemeinderat am 19. Dezember 2024 zustimmen, wird mit einem offiziellen städtebaulichen Wettbewerb gestartet. Ein oft genanntes mögliches Areal für einen Neubau des Stadions ist eine brachliegende Wiese neben dem Frankenstadion an der Theresienwiese, welche weiterhin eine innenstadtnahe Lage garantieren könnte, sowie eine gute Parkplatzsituation aufweist und per Fuß vom Hauptbahnhof erreichbar ist. Auch der Bau einer modernen Multifunktionshalle wird immer wieder in den Raum geworfen, da somit gleichzeitig die Abwesenheit einer ausreichend großen Veranstaltungshalle in Heilbronn beseitigt werden kann. Sollte einem Neubau zugestimmt werden, ist damit zu rechnen, dass das neue Eisstadion bis 2030 in Betrieb genommen werden soll, da 2031 eine andere Erweiterung des Bildungscampus abgeschlossen wird und somit ab dann die neu geplante Erweiterung direkt im Anschluss begonnen werden könnte.

## Vereinskultur

### Fans
Mit der Etablierung der Eishockeyabteilung des REV Heilbronn Anfang Mitte der 1980er Jahre entwickelte sich Eishockey zur beliebtesten und bald auch zuschauerstärksten Sportart der Region. Mit der Auslagerung der REV-Eishockeymannschaft in den neu gegründeten Heilbronner EC bildeten sich erste offizielle Fanclubs, von denen es heute fünf aus Heilbronn und der näheren Umgebung gibt. Die vier größten Fanvereinigungen organisieren dabei jährlich gemeinsame Veranstaltungen wie Fanfahrten zu Auswärtsspielen der Falken. Auf solchen Auswärtsfahrten bildeten sich im Laufe der Jahre engere Beziehungen zu Fans anderer Vereine, beispielsweise zu Fanclubs der Revierlöwen Oberhausen oder der Blue Devils Weiden, mit denen die Anhänger der Heilbronner Falken heute Fanfreundschaften pflegen.
Seit 2006 bildete sich im Internet der Falkenticker, ein unabhängiges Fanprojekt, das nicht zum offiziellen Angebot des Vereins gehört, allerdings zu jedem Auswärtsspiel der Heilbronner Falken einen kostenlosen Liveticker anbietet.

### Partnerschaften
Im Juni 2004 verkündeten die Heilbronner Falken, eine Zusammenarbeit mit dem DEL-Rekordmeister Adler Mannheim eingehen zu wollen. Die Mannheimer unterstützen den HEC seitdem sportlich vor allem durch die Mitgestaltung des Trainings der Falken durch die eigenen Torhüter- und Konditionstrainer sowie durch den Austausch von Nachwuchs- und Förderlizenzspielern. Nach den Regeln des Deutschen Eishockey-Bunds dürfen Mannschaften der DEL eine Förderlizenz an Spieler unter 25 Jahren geben, wodurch diese für einen weiteren Verein in einer tiefklassigeren Liga spielberechtigt sind. Die Nachwuchsspieler der Adler durch diese Regelung bei den Falken erste Erfahrungen im Profibereich sammeln und somit langsam an die höchste deutsche Eishockeyklasse herangeführt werden, während sie selbst den Zweitligisten spielerisch verstärken, woraus ein Synergieeffekt für beide Teams entsteht. Als Folge dessen verpflichteten sich die Falken, ein ähnliches Spiel- und Trainingssystem wie die Adler Mannheim einzuführen um den Austauschspielern somit einen leichteren Übergang beim Mannschaftswechsel zu ermöglichen. Zudem nutzen die Heilbronner Falken seit 2004 das Scouting-System der Adler Mannheim in Nordamerika, wodurch vor allem junge Spieler aus dem Collegespielbetrieb und ECHL verpflichtet werden können, da sich der DEL-Club vornehmlich auf Spieler der hochklassigeren NHL und AHL konzentriert. Die Adler haben gleichzeitig die Möglichkeit, durch die Falken verpflichtete Spieler aus Nordamerika unverbindlich zu beobachten und anschließend ohne Risiko selbst unter Vertrag zu nehmen.
Zu den weiteren Vereinbarungen des Kooperationsvertrags gehörte die Schaffung einer Corporate Identity nach nordamerikanischem Vorbild. Fanartikel des Kooperationspartners werden beim jeweils anderen Verein verkauft, außerdem wurde die Trikotgestaltung der Falken an die Farben und an das Design der Spielkleidung der Mannheimer Adler angepasst. Zudem berichtet die Stadionzeitschrift der Adler seit 2004 auch über die Spiele der Heilbronner Falken. Zur Saison 2006/07 wurde die bestehende Zusammenarbeit weiter verstärkt, indem das DNL-Team der Mannheimer, die Jungadler, vom bisherigen Stammverein Mannheimer ERC in den HEC umgegliedert wurde. Durch diese Maßnahme ist es für Spieler der Jungadler einfacher, für die Heilbronner Falken in der 2. Bundesliga aufzulaufen, da keine Vereinsgrenzen durch Lizenzvergabe des Dachverbands überschritten werden müssen.
Im Sommer 2009 wurde zudem die Zusammenarbeit mit dem Erstligisten ERC Ingolstadt verstärkt, der neben dem bisherigen Förderlizenzspieler Sebastian Vogl auch die Nachwuchsspieler Michael Rimbeck, Dominic Walsh und Norman Martens mit einer Lizenz für die Falken ausstattete.

## Eisbären Heilbronn
1991 bildete sich aus dem offiziellen HEC-Fanclub Eisbären Lauffen eine Eishockeymannschaft, die zunächst als Hobbymannschaft gegen andere Freizeitclubs aus dem Raum Heilbronn antrat. 1998 schloss sich der Verein mit dem SC Ilsfeld zur Spielgemeinschaft Eisbären Ilsfeld zusammen, die fortan bei verschiedenen tiefklassigen Turnierwettbewerben und Hobbyligen aufliefen. Im Jahr 2005 wurde der heute bestehende EHC Eisbären Heilbronn e. V. gegründet, der den Spielbetrieb im Eissportverband Baden-Württemberg in der fünftklassigen Landesliga aufnahm. In der ersten Spielzeit als eingetragener Verein wurde eine Mannschaft mit ausschließlich Heilbronner Spielern gebildet, deren prominentester Spieler Michael Filobok war, der zuvor für den EHC Freiburg in der DEL auf dem Eis gestanden hatte. Den benötigten Etat von 30.000 Euro finanzierte die Vereinsführung mit einem breit angelegten Marketingkonzept, zu dem der Druck einer eigenen Stadionzeitschrift und die Sponsorensuche gehörten. Bereits in der ersten Spielzeit sicherten sich die Eisbären den Aufstieg in die viertklassige Baden-Württembergliga, seit 2009 in Regionalliga Süd-West umbenannt, in welcher der Verein seitdem auf dem Eis steht.
Nachdem die Fans des Heilbronner EC wider Erwarten wenig mit den Eisbären sympathisierten, bildete sich im Lauf der Jahre eine eigene Fanbasis um die Eisbären, zu der heute auch eigene Fanclubs gehören. Bei Heimspielen in der Kolbenschmidt Arena beträgt der Zuschauerschnitt heute rund 850 Besucher. Nachdem sich die Eisbären in den Saisonen 2008/09, 2009/10 mit der Vizemeisterschaft begüngen mussten, konnten sie von 2013 bis 2016 vier Mal die Meisterschaft der Regionalliga Süd-West in Folge gewinnen. Die Saison 2016/17 wurde ebenfalls mit dem Erreichen der Vizemeisterschaft abgeschlossen. Im Jahr 2024 folgte die sechste Meisterschaft.

### Erfolge
- Meister Regionalliga Süd-West 2013, 2014, 2015, 2016, 2022, 2024
- Vizemeister Regionalliga Süd-West 2010, 2017
- Vizemeister Baden-Württemberg-Liga (4. Liga) 2009
- Aufstieg in die Regionalliga 2006
- Meister Landesliga Baden-Württemberg[33] 2006

### Eisbären Heilbronn ab 2018
Zum 30. August 2018 hat sich der Verein EHC Eisbären Heilbronn e. V. aufgelöst und wurde zur Abteilung Eisbären Heilbronn im Heilbronner EC. Die Abteilung stellt die an der Regionalliga Süd-West 2018/19 teilnehmende Mannschaft des Heilbronner EC.